# Mariano Ferrario
Mariano O. Ferrario (ur. 16 stycznia 1974 w Chesterland) – amerykański narciarz, specjalista narciarstwa dowolnego. Nigdy nie startował na mistrzostwach świata. Zajął 15. miejsce w skokach akrobatycznych na igrzyskach olimpijskich w Nagano. Najlepsze wyniki w Pucharze Świata osiągnął w sezonie 1995/1996, kiedy to zajął 23. miejsce w klasyfikacji generalnej, a w klasyfikacji skoków akrobatycznych był dziewiąty.
W 2002 r. zakończył karierę.

## Sukcesy

### Igrzyska olimpijskie
| Miejsce | Dzień     | Rok  | Miejscowość | Konkurencja        | Zwycięzca     |
| ------- | --------- | ---- | ----------- | ------------------ | ------------- |
| 15.     | 18 lutego | 1998 | Nagano      | Skoki akrobatyczne | Eric Bergoust |

#### Miejsca w klasyfikacji generalnej
- 1994/1995 – 38.
- 1995/1996 – 23.
- 1996/1997 – 61.
- 1997/1998 – 44.
- 1999/2000 – 27.
- 2000/2001 – 28.
- 2001/2002 – -

#### Miejsca na podium
1. Altenmarkt – 16 marca 1996 (Skoki akrobatyczne) – 3. miejsce
2. Piancavallo – 19 grudnia 1996 (Skoki akrobatyczne) – 3. miejsce
3. Tignes – 12 grudnia 1997 (Skoki akrobatyczne) – 2. miejsce

- W sumie 1 drugie i 2 trzecie miejsca.